# Тегеранский железнодорожный вокзал
Тегеранский железнодорожный вокзал — вокзал одной из крупных пассажирских железнодорожных станций на Трансиранской железной дороге. Расположен на юге Тегерана, с южной стороны Железнодорожной площади, в начале бульвара Вали Аср. Построен по проекту русского архитектора польского происхождения Владислава Городецкого в конце 1920-х — начале 1930-х.